# Джебена

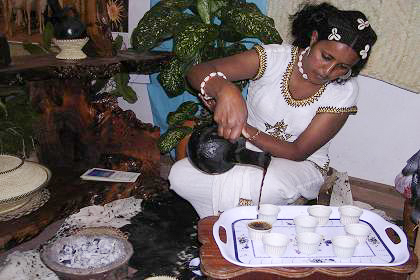
Жінка з Еритреї розливає каву з джебени

Джебена — традиційна керамічна посудина, що використовується для приготування кави в Ефіопії, Еритреї і інших регіонах під час Кавової церемонії. Звичайно, джебена має сферичну основу і вузьке горлечко.